# Асистолија
Асистолија је у медицини назив који се користи за стање без електричне активности срца, које се електрокардиографски региструје као равна линија и представља један од клиничких знакова застоја срца, на основу кога се проглашава смрт пацијента. 
Асистолија захтева спровођење хитне кардио–респираторно–церебралне реанимације (КПЦР), како би се покушао одржати проток крви кроз мозак и срце и тиме успоставила нормална електрична активност срца.

## Етиологија
Најчешћи узроци асистолије код акутног застоја срца могу се разврстати на срчане и несрчане (респираторне и циркулаторне) у које спадају:
| Узрок                          | Знаци и симптоми |
| ------------------------------ | --- |
| Хипоксија                      | - И поред тога што су у односу на ћелије коре мозга ћелије срчаног мишића мање осетљиве на хипоксијом и аноксијом изазван недостатак кисеоника, ипак су хипоксија и аноксија најчешћи узроци акутног застоја срца, јер директно оштећују срчани мишић и његов спроводни систем и доводе до аритмија, које могу претходити акутном срчаном застоју. - Због веће осетљивости на недостатак кисеоника у крви, неповратне промене на ћелијама коре мозга због хипоксије/аноксије могу настати и пре него што срце престане са радом. |
| Хипотермија                    | - Снижавање телесне температуре испод 32 °C успорава физиолошке процесе у организму: смањује потрошњу кисеоника, базални метаболизам, рад срца и дисања. - Падом телесне температуре испод 25 °C, престаје терморегулација, организам се понаша као поикилотермно биће и поприма температуру околине. - Хипотермијом изазван пад телесне температуре праћен је појавом асистолија или фибрилације комора. |
| Хиповолемија                   | - Хиповолемија је најчешће изазвана губитком крви (због унутрашњег или спољашње крварења), плазме (због опекотине) или екстрацелуларне течности (дуготрајно повраћање, пролив). - Хиповолемија је праћена падом крвног притиска (хипотензијом) и редукцијом крвног протока кроз срчане крвне судове, као и слабљењем контрактилности срчаног мишића, што последично доводи до смањења систолног и минутног волумена срца. |
| Хипо/Хиперкалијемија           | - Хипокалијемија може настати због повећаних губитака калијума (повраћање, цревне фистуле, диуретици), недовољног уношења у организам или апсорпције калијума (гладовање, малапсорпција). - Снижене вредности калијума доводе до поремећаја срчаног ритма у облику вентрикуларних екстрасистола, које могу прећи у вентрикуларну тахикардију или вентрикуларну фибрилацију. - Хиперкалијемија настаје због недовољног излучивања калијума (нпр. акутна бубрежна инсуфицијенција, акутна инсуфицијенција надбубрега), повећаног уношења (инфузије или лекови који садрже калијум), померања калијума из целуларног у екстрацелуларни простор (опекотине, краш повреде, хемолиза, ацидоза). - Промене калијемије праћене су променом амплитуде Т таласа на ЕКГ-у, што помаже у раном откривању поремећаја нивоа калијума и његовој брзој корекцији, док касно откривена хиперкалијемија доводи до поремећаја ритма, који може претходити фибрилацији или асистолији комора. |
| Ацидоза                        | - Хиперкалијемија, због недовољног излучивања калијума, најчешћи је метаболички узрок ацидозе. - Респираторна ацидоза може бити узрок кардиоциркулаторне депресије и застоја. |
| Тромбоза срчаних крвних судова | - Као последица тромбозе срчаних крвних судова долази до акутног инфаркта, који је један од најчешћих узрока акутног застоја срца. - Акутни инфаркт миокарда најчешће доводи до аритмија, које могу претходити срчаном застоју. |
| Тромбоза плућних крвних судова | - Сумња на плућну тромбоемболију поставља се код нагло насталог бола у грудима, диспнеје, тахипнеја, кашља, синкопе и знакова попуштања десног срца. |
| Тензиони пнеумоторакс          | - Тензиони пнеумоторакс, који настаје продором ваздуха у интраплеурални простор, може бити један од узрока застоја срца. - При инспиријумом ваздух улази у интраплеурални простор, а при експиријум онемогућено је његово излажење. То доводи до раста интраплеуралног притиска, колапса плућа и померања медијастинума на супротну страну. Прилив венске крви у срце се смањује, пада систолни и минутни волумен срца. |
| Токсична оштећења срца         | - Прекомерна употреба неких лекова (намерно или задесна) доводи до кардиоциркулаторне, а често и респираторне депресије директно или индиректно преко поремећаја ацидобазне и електролитне равнотеже. |
| Тампонада срца                 | - Накупљање течности или крви у перикардну шупљину (дисекантна анеуризма аорте, руптура срца, пенетрантно и непенетрантне повреде грудног коша) смањује дијастолно пуњење и минутни волумен срца што се клинички манифестује хипотензијом, ослабљеним срчаним тоновима, порастом централног венског притиска (ЦВП), дистензија вратних вена. |

## Клинички знаци
Губитак свести
Губитак свести један је од сигурних знакова акутног застој срца. Манифестује се 15 секунди после престанка срчаног рада и престанка циркулације у мозгу.
Одсуство пулса над великим крвним судовима
Губитак пулса над великим крвним судовима (a. carotis или a. femoralis) сигуран је знак акутног застојa срца. Пулс над овим крвним судовима присутан је све док срце ради, док код пацијента са сумњом на срчани арест не треба тражити пулс над периферним артеријама јер се он, нпр. на радијалној артерији (a. radialis), губи када систолни крвни притисак падне испод 60 mm Hg.
За постављање дијагнозе акутног застоја срца није потребно губити време на палпацији артерије на врату (максимално време за утврђивање постојања каротидног пулса је до пет десетина секунде). Губитак свести и престанак дисања (тј. ненормално дисање), према новим препорукама за КПЦР, довољни су индикатори за започињање основних мера реанимације.
Престанак дисања
Престанак дисања (апнеа или агонално дисање) сигуран је знак акутног застоја срца, које настаје непосредно после престанка срчаног рада. Агонално дисање је присутно код више од половине особа са кардијалним арестом. Најновије препоруке за КПЦР предлажу и саветују да се са мерама реанимације код свих особа које су без свести и које не дишу у нормалном ритму одмах започне са КПЦР.
Промена боје коже и видљивих слузокожа
Промењена боја коже и видљивих слузокожа настаје као последица престанка циркулације, пре свега због хипоксијом измењене оксихемоглобина у крви. Боја коже може бити цијанотична (код срчаног ареста) или бледа, када је искрварење узрок кардијалног ареста.
Дилатација (ширење) зеница (касни знак)
Проширене зенице (мидријаза) је несигуран знак акутног застоја срца, јер и неки лекови (нпр. атропин и адреналин) могу довести до мидријазе. Код кардијалног ареста мидријаза је последица хипоксемије мозга и парализе једара окуломоторног живца. Настаје релативно касно, када је од срчаног застоја прошло најмање 60 секунди.
Одсуство срчаних тонова
Одсуство срчаних тонова, утврђено на основу аускултације, у срчаном застоју је губљење времена у дијагностици, јер је код одраслих особа то непоуздан знак срчаног застоја, за разлику од деце.
Немерљив крвни притисак
Иако срчана радња може још увек да се одвија и без мерљиве тензије, то је ипак знак тешког циркулаторног застоја.

## Дијагноза
Електрокардиографски знаци асистолије (клинички знаци престанка механичке активности срчаног мишића), без обзира о којем сe електрокардиографскoм облику кардијалног ареста ради, су једнаки, а ЕКГ је знак електричне активности срчаног мишића. ЕКГ потврђује клиничку дијагнозу кардијалног ареста.
Асистолија се на електрокардиограму испољава као потпуни прекид спонтане електричне активности срца, као последица прекида механичке активности, тј. контрактилности срчаног мишића.
Електрокардиографски, асистолија се манифестује равном линијом, иако она никада није изоелектрична, тј. као лењиром повучена линија.
- ЕКГ са знацима асистолије (равна линија)
- Асистолија
- Груба асистолија

## Учесталост и прогноза
Акутни застој срца у 10% до 30% случајева испољава се као асистолија.
Преживљавање код кардијалног ареста изазваног асистолијом је мање од 1%.